# 鞠皇后
鞠皇后（？—？），隋末民变领袖、秦帝薛举的皇后。
隋朝大业十三年、薛举秦兴元年（617年）夏，薛举反隋自称西秦霸王，没有给鞠氏后妃的名分，同年秋，薛举称帝，以鞠氏为皇后。但史书没有记载薛举的儿子薛仁果和薛仁越是否是她所生。
鞠皇后为人残忍，好鞭挞下人，那些不能忍受鞠皇后鞭挞的人，在地上打滚哀号。她就将他们的脚埋在土里，让他们不能动，继续打他们的胸背。这是薛举的秦国不得人心的原因之一。
薛举在秦兴二年（618年）秋，高墌之战胜利后不久暴病而死，攻打长安的计划落空。薛仁果即位，三个月后被唐朝秦王李世民所灭，薛仁果被唐高祖李渊处死。鞠皇后不知所终，连薛仁果即位后，她是否进位皇太后都不得而知。